# Dichopygina ramosa
Dichopygina ramosa is een muggensoort uit de familie van de rouwmuggen (Sciaridae). De wetenschappelijke naam van de soort is voor het eerst geldig gepubliceerd in 2004 door Vilkamaa, Hippa & Komarova.